# Малышев, Пётр Степанович
Пётр Степанович Малышев (1910—1976) — красноармеец Рабоче-крестьянской Красной Армии, участник Великой Отечественной войны, Герой Советского Союза (1944).

## Биография
Пётр Малышев родился 19 июля 1910 года в деревне Жилино (ныне — Рыльский район Курской области). После окончания начальной школы работал в колхозе. В мае 1928 года переехал в Сталино (ныне — Донецк), где работал на шахте № 10 «Чекист». В начале Великой Отечественной войны оказался в оккупации. После освобождения Сталино в сентябре 1943 года Малышев был призван на службу в Рабоче-крестьянскую Красную Армию. С октября того же года — на фронтах Великой Отечественной войны, был стрелком 1118-го стрелкового полка 333-й стрелковой дивизии 6-й армии 3-го Украинского фронта. Отличился во время битвы за Днепр.
28 ноября 1943 года Малышев переправился через Днепр в районе села Каневское Запорожского района Запорожской области Украинской ССР и принял активное участие в боях за захват и удержание плацдарма. В бою Малышев первым проделал проход в проволочном заграждении, что способствовало успеху штурма вражеских траншей. В боях на плацдарме он неоднократно поднимал своих товарищей в атаку. В бою за Каневское он забросал гранатами три строения, очистив их таким образом от противника.
Указом Президиума Верховного Совета СССР от 22 февраля 1944 года за «образцовое выполнение боевых заданий командования на фронте борьбы с немецкими захватчиками и проявленные при этом мужество и героизм» красноармеец Пётр Малышев был удостоен высокого звания Героя Советского Союза с вручением ордена Ленина и медали «Золотая Звезда».
После окончания войны Малышев был демобилизован. Проживал в Донецке, продолжал работать на той же шахте № 10 «Чекист». Скончался 23 мая 1976 года, похоронен на донецком кладбище шахты № 29.
Был также награждён орденами Трудового Красного Знамени и Красной Звезды, рядом медалей.